# Persone di nome Claire
| Questa pagina contiene informazioni ricavate automaticamente dalle voci biografiche con l'ausilio del template Bio e di un bot. L'aggiornamento è periodico e automatico e ricostruisce completamente la pagina. Se manca una persona in questa lista, sei pregato di non aggiungerla, ma accertati piuttosto che la sua voce biografica contenga il template Bio e che i dati anagrafici siano correttamente compilati. Se il template Bio manca, inseriscilo tu stesso o, in alternativa, metti l'avviso {{tmp\|Bio}} che ne segnala la mancanza. Se i dati riportati sono sbagliati, correggi direttamente la voce biografica; le modifiche saranno visibili in questa lista entro pochi giorni. Per chiarimenti vedi il progetto antroponimi. La lista contiene solo le 100 persone che sono citate nell'enciclopedia e per le quali è stato implementato correttamente il template Bio. Pagina aggiornata al 22 lug 2025. |

Questa è una lista di persone presenti nell'enciclopedia che hanno il nome Claire, suddivise per attività principale.

## Altiste(1)
- Claire Orcel, altista belga (Uccle, n. 1997)

## Artiste(1)
- Claire Falkenstein, artista statunitense (Coos Bay, n. 1908 - Los Angeles, † 1997)

## Astronome(1)
- Claire Armstrong, astronoma britannica

## Attiviste(1)
- Claire Démar, attivista francese (n. 1799 - Parigi, † 1833)

## Attrici(26)
- Claire Anderson, attrice statunitense (Detroit, n. 1891 - Venice, † 1964)
- Claire Bloom, attrice britannica (Londra, n. 1931)
- Claire Borotra, attrice francese (Boulogne-Billancourt, n. 1973)
- Claire Coffee, attrice statunitense (San Francisco, n. 1980)
- Claire Cooper, attrice televisiva britannica (Halifax, n. 1980)
- Claire Cox, attrice inglese (Peterborough, n. 1975)
- Claire Danes, attrice statunitense (New York, n. 1979)
- Claire Dodd, attrice statunitense (Des Moines, n. 1908 - Beverly Hills, † 1973)
- Claire Du Brey, attrice statunitense (Bonners Ferry, n. 1892 - Los Angeles, † 1993)
- Claire Forlani, attrice britannica (Twickenham, n. 1971)
- Claire Foy, attrice britannica (Stockport, n. 1984)
- Claire Goose, attrice britannica (n. 1975)
- Claire Kelly, attrice e modella statunitense (San Francisco, n. 1934 - Palm Springs, † 1998)
- Claire Holt, attrice e modella australiana (Brisbane, n. 1988)
- Claire Keim, attrice e cantante francese (Senlis, n. 1975)
- Claire Luce, attrice e ballerina statunitense (Syracuse, n. 1903 - New York, † 1989)
- Claire Machin, attrice e cantante inglese (Stoke-on-Trent)
- Claire Malis, attrice statunitense (Gary, n. 1943 - Duarte, † 2012)
- Claire McDowell, attrice statunitense (New York, n. 1877 - Hollywood, † 1966)
- Claire Price, attrice inglese (Chesterfield, n. 1972)
- Claire Rushbrook, attrice britannica (Hitchin, n. 1971)
- Claire Skinner, attrice britannica (Hemel Hempstead, n. 1965)
- Claire Trevor, attrice statunitense (New York, n. 1910 - Newport Beach, † 2000)
- Claire Whitney, attrice statunitense (New York, n. 1890 - Los Angeles, † 1969)
- Claire Windsor, attrice statunitense (Cawker City, n. 1892 - Los Angeles, † 1973)
- Claire van der Boom, attrice australiana (Broome, n. 1983)

## Attrici pornografiche(2)
- Claire Castel, attrice pornografica francese (n. 1985)
- Tiffany Hopkins, ex attrice pornografica francese (Mont-Saint-Aignan, n. 1981)

## Aviatrici(1)
- Claire Roman, aviatrice, infermiera e paracadutista francese (n. 1906 - Aude, † 1941)

## Calciatrici(5)
- Claire Emslie, calciatrice scozzese (Edimburgo, n. 1994)
- Claire Jacob, calciatrice francese (Sedan, n. 1996)
- Claire Lavogez, calciatrice francese (Calais, n. 1994)
- Claire O'Riordan, calciatrice irlandese (Limerick, n. 1994)
- Claire Rafferty, ex calciatrice britannica (Orpington, n. 1989)

## Cantanti(4)
- Grimes, cantante e musicista canadese (Vancouver, n. 1988)
- Claire Guo, cantante taiwanese (Hong Kong, n. 1980)
- Claire Littley, cantante britannica (n. 1968)
- Claire Waldoff, cantante e cabarettista tedesca (Gelsenkirchen, n. 1884 - Bad Reichenhall, † 1957)

## Cantautrici(2)
- Clairo, cantautrice statunitense (Atlanta, n. 1998)
- Pomme, cantautrice e musicista francese (Décines-Charpieu, n. 1996)

## Cestiste(2)
- Claire Booker, ex cestista inglese (Radcliffe, n. 1958)
- Claire Coggins, ex cestista e allenatrice di pallacanestro statunitense (Lee's Summit, n. 1985)

## Compositrici(1)
- Claire van Kampen, compositrice, drammaturga e regista teatrale britannica (Londra, n. 1953 - Kassel, † 2025)

## Danzatrici(3)
- Claire Bauroff, ballerina tedesca (Weißenhorn, n. 1895 - † 1984)
- Claire Calvert, ballerina inglese (Bath, n. 1988)
- Claire Motte, ballerina francese (Belfort, n. 1937 - Parigi, † 1986)

## Direttrici della fotografia(1)
- Claire Mathon, direttrice della fotografia francese (Parigi, n. 1975)

## Dirigenti d'azienda(1)
- Claire Babineaux-Fontenot, dirigente d'azienda statunitense (Opelousas, n. 1964)

## Fotografe(1)
- Claire Beck Loos, fotografa e scrittrice cecoslovacca (Plzeň, n. 1904 - Riga, † 1942)

## Fumettiste(1)
- Claire Bretécher, fumettista francese (Nantes, n. 1940 - Parigi, † 2020)

## Generali(1)
- Claire Chennault, generale statunitense (Commerce, n. 1893 - New Orleans, † 1958)

## Giocatrici di baseball(1)
- Claire Schillace, giocatrice di baseball statunitense (Melrose Park, n. 1921 - Bethesda, † 1999)

## Giornaliste(2)
- Claire Chazal, giornalista francese (Thiers, n. 1956)
- Claire Parnet, giornalista francese

## Illustratrici(1)
- Claire Belton, illustratrice e imprenditrice statunitense

## Imprenditrici(1)
- Claire Williams, imprenditrice britannica (Windsor, n. 1976)

## Lunghiste(1)
- Claire Bryant, lunghista statunitense (n. 2001)

## Matematiche(1)
- Claire Voisin, matematica francese (Saint-Leu-la-Forêt, n. 1962)

## Mezzosoprani(1)
- Claire Croiza, mezzosoprano francese (Parigi, n. 1882 - Parigi, † 1946)

## Microbiologhe(1)
- Claire M. Fraser, microbiologa statunitense (Boston, n. 1955)

## Modelle(1)
- Claire Elizabeth Smith, modella britannica (Chester, n. 1970)

## Nuotatrici(5)
- Claire Curzan, nuotatrice statunitense (Cary, n. 2004)
- Claire Donahue, ex nuotatrice statunitense (Dallas, n. 1989)
- Claire Huddart, ex nuotatrice britannica (Manchester, n. 1971)
- Claire Scheffel, nuotatrice artistica canadese (n. 2003)
- Claire Weinstein, nuotatrice statunitense (White Plains, n. 2007)

## Pallavoliste(3)
- Claire Chaussee, pallavolista statunitense (n. 2000)
- Claire Felix, pallavolista e allenatrice di pallavolo statunitense (Colorado Springs, n. 1995)
- Claire Hoffman, pallavolista statunitense (Eugene, n. 2000)

## Pittrici(1)
- Claire Tabouret, pittrice e scultrice francese (Pertuis, n. 1981)

## Politiche(2)
- Claire Coutinho, politica britannica (Londra, n. 1985)
- Claire McCaskill, politica statunitense (Rolla, n. 1954)

## Principesse(1)
- Claire Coombs, principessa belga (Bath, n. 1974)

## Registe(3)
- Claire Denis, regista e sceneggiatrice francese (Parigi, n. 1946)
- Claire Devers, regista e sceneggiatrice francese (Parigi, n. 1955)
- Claire McCarthy, regista, sceneggiatrice e produttrice cinematografica australiana (Sydney)

## Restauratrici(1)
- Claire de Castelbajac, restauratrice francese (Parigi, n. 1953 - Tolosa, † 1975)

## Rivoluzionarie(1)
- Claire Lacombe, rivoluzionaria e attrice teatrale francese (Pamiers, n. 1765 - Parigi, † 1826)

## Saggiste(1)
- Claire Berlinski, saggista, giornalista e storica statunitense (California, n. 1968)

## Scenografe(1)
- Claire Kaufman, scenografa statunitense (Contea di Orange, n. 1969)

## Schermitrici(1)
- Claire Augros, ex schermitrice francese (Digione, n. 1975)

## Sciatrici alpine(1)
- Claire Dautherives, ex sciatrice alpina francese (San Giovanni di Moriana, n. 1982)

## Scrittrici(10)
- Claire Dederer, scrittrice e giornalista statunitense (n. 1967)
- Claire de Duras, scrittrice francese (Brest, n. 1777 - Nizza, † 1828)
- Claire Etcherelli, scrittrice francese (Bordeaux, n. 1934 - † 2023)
- Claire Fox, scrittrice e politica britannica (Barton-upon-Irwell, n. 1960)
- Claire Fuller, scrittrice britannica (Oxfordshire, n. 1967)
- Claire Keegan, scrittrice irlandese (Contea di Wicklow, n. 1968)
- Claire Messud, scrittrice statunitense (Greenwich, n. 1966)
- CJ Skuse, scrittrice britannica (Weston-super-Mare, n. 1980)
- Claire Tomalin, scrittrice e biografa britannica (Londra, n. 1933)
- Claire Vaye Watkins, scrittrice statunitense (Bishop, n. 1984)

## Soprani(1)
- Claire Moore, soprano e attrice inglese (Over Hulton, n. 1960)

## Stiliste(1)
- Claire McCardell, stilista statunitense (n. 1905 - † 1958)

## Tenniste(2)
- Claire Feuerstein, ex tennista francese (Grenoble, n. 1986)
- Claire Liu, tennista statunitense (Thousand Oaks, n. 2000)